# Kepler-8b
Kepler-8b – planeta pozasłoneczna typu gorący jowisz, znajdująca się w gwiazdozbiorze Lutni w odległości około 4340 lat świetlnych od Ziemi. Została odkryta w 2010 roku przez Kosmiczny Teleskop Keplera.
Kepler-8b ma masę wynoszącą 0,6 masy Jowisza oraz promień sięgający 1,42 RJ. Planeta ta obiega swoją gwiazdę Kepler-8 w ciągu około 3,52 dnia. Płaszczyzna orbity planety jest nachylona pod kątem -26,4 ± 10,1° do równika gwiazdy, co zostało wyznaczone dzięki pomiarowi efektu Rossitera-McLaughlina.
| Jowisz | Kepler-8b |
| ------ | --------- |
|        |           |